# アニュラス
数学において、アニュラス（羅: annulus, ラテン語で「小さい環」を意味する）あるいは円環とは、輪の形をした対象、特に 2 つの同心円によって囲まれた領域である。

## 数学的な記述
開アニュラスは円柱側面（円筒） S1 × (0,1) や穴あき平面 R2 ∖ {(0, 0)} に同相である。
アニュラスの面積は半径 R の大きい円の面積から半径 r の小さい円の面積を引いたものである：
{\displaystyle A=\pi R^{2}-\pi r^{2}=\pi (R^{2}-r^{2}).}
アニュラスの面積はアニュラスの中に完全に置ける最長の線分の長さ（添付図の 2d）から得られる。これはピタゴラスの定理によって証明できる。
アニュラスの中に完全に置ける最長の線分は小さい円に接し、その点における半径と直角をなす。
したがって d と r は斜辺 R の直角三角形の残りの辺の長さであり、面積は次で与えられる：
{\displaystyle A=\pi (R^{2}-r^{2})=\pi d^{2}.}
面積は微分積分学によっても計算できる。
アニュラスを幅 dρ、面積 2πρdρ の無限個の無限小アニュラスに分割し、ρ = r から ρ = R まで積分する：
{\displaystyle A=\int _{r}^{R}2\pi \rho \,d\rho =\pi (R^{2}-r^{2}).}
θ ラジアンに対する "扇形"（円環扇形）の面積は
{\displaystyle A={\frac {\theta }{2}}(R^{2}-r^{2}).}

## 複素構造
複素解析において、複素数平面のアニュラス ann(a; r, R) は
{\displaystyle r<|z-a|<R}
で定義される開領域のことを言う。r が 0 のとき、この領域は点 a を中心とする半径 R の穴空き円板 (punctured disk) である。
複素平面の部分集合として、アニュラスはリーマン面と考えることができる。アニュラスの複素構造は比 r/R のみに依存する。実際、各アニュラス ann(a; r, R) は z ↦ z − a/R と置くことにより、大きい方の半径が 1 で原点に中心を持つ標準アニュラス ann(0; r/R, 1) に正則に写る。
アダマールの三円定理は正則関数がアニュラスの内部で取り得る最大値について述べる。